# Будесонид
Будесонид — лекарственное средство, глюкокортикоид, оказывает противовоспалительное, противоаллергическое и иммунодепрессивное действие, применяется при астме, хронической обструктивной болезни легких, а также при заболеваниях носоглотки и уха и, в некоторых случаях, при заболеваниях желудочно-кишечного тракта. В качестве вспомогательного средства он применяется при многих других заболеваниях.
Будесонид входит в перечень основных лекарственных средств ВОЗ и в перечень жизненно необходимых и важнейших лекарственных препаратов РФ.

## Описание
Будесонид запатентован в Европе в 1973 году. Применяется для лечения астмы с 1981 года.
На 2019 год ВОЗ рассматривает будесонид как одно из основных лекарств для лечения астмы и хронической обструктивной болезни легких, как отдельно, так и в сочетании с формотеролом, а также для лечения оториноларингологических заболеваний.

## Физические свойства
Порошок.

## Химические свойства
Будесонид является синтетическим прегнан-стероидом, негалогенированным глюкокортикоидом.
У будесонида возможны два изомера: S-будесонид и R-будесонид. В исследованиях выявлено, что R-форма вдвое более аффинна к рецепторам, чем S-форма.
| Стереоизомеры будесонида | Стереоизомеры будесонида |
| ------------------------ | ------------------------ |
| (22R)                    | (22S)                    |

## Фармакологические свойства

### Фармакокинетика
Будесонид быстро всасывается. При ингаляционном введении около 34 % препарата попадает в лёгкие (согласно инструкции — от 25 до 35 %, системная биодоступность составляет около 38 %.
При интраназальном введении около 20 % будесонида попадает в системный кровоток.
При пероральном введении и попавший в желудочно-кишечный тракт при других способах введения препарат почти полностью, до 90 %, метаболизируется в печени с образованием 16-альфа-гидроксипреднизолона и 6-бета-гидроксибудесонида, которые имеют только 1 % активности исходного препарата. Метаболизирующий фермент — CYP3A4. Биодоступность при этом составляет 10 % поступившего в желудок количества препарата.
Максимальная концентрация (Cmax) в плазме крови достигается через 15−45 минут после ингаляционного и интраназального введения. Связывание с белками плазмы составляет 88 %.
Будесонид обладает высоким системным клиренсом — 1,2 литра в минуту.
T½ из плазмы — 2,8 ч. Выводится с мочой, частично — с желчью в виде метаболитов.
Будесонид обладает выраженными липофильными свойствами и быстро абсорбируется в кишечнике вследствие хорошей тканевой проницаемости. По сравнению с классическими глюкокортикостероидами, он имеет очень высокую степень сродства к рецепторам. Благодаря этим свойствам препарат обладает целенаправленным местным действием.

### Фармакодинамика
Являясь глюкокортикостероидом, оказывает сильное местное противовоспалительное действие. Аффинность будесонида к рецепторам глюкокортикостероидов в 15 раз выше, чем у преднизолона.
Будесонид метаболизируется в печени при первом проходе.

#### Механизм действия
Точный механизм действия будесонида, как и всех глюкокортикостероидов, при бронхиальной астме неясен. Возможно, наиболее важным является ингибирование высвобождения медиаторов воспаления.

## Эффективность и безопасность
Будесонид высокоэффективен при бронхиальной астме.
У специалистов доказательной медицины вызывает опасение широкое применение будесонида у детей из-за того, что он нередко приводит к снижению скорости роста в пубертатном периоде, разница в росте составляет в среднем 1 см в год и более.
Будесонид эффективен для индукции ремиссии при язвенном колите, при этом побочные действия препарата мало отличаются от плацебо.
Будесонид эффективен для индукции ремиссии при болезни Крона.
Будесонид неэффективен для поддержания ремиссии болезни Крона.
При хронической обструктивной болезни лёгких терапия будесонидом может приводить к пневмонии, это серьёзный побочный эффект препарата, присущий кортикостероидам. При этом пневмония у принимающих будесонид больных развивается реже, чем у другого подобного препарата флутиказона. В любом случае терапия будесонидом не увеличивает риск смерти пациента (как и в случае флутиказона).

## Применение
Будесонид применяется ингаляционно, интраназально, перорально и ректально.
Основное его применение — больные бронхиальной астмой, в том числе дети, и больные хронической обструктивной болезнью лёгких, при этом используется ингаляционный метод введения лекарства.
Интраназально (в форме аэрозоля) будесонид применяется для симптоматического лечения аллергического ринита, сенной лихорадки и полипов в носу.
Перорально будесонид применяется для индукции ремиссии при болезни Крона. При лечении болезни Крона он лучше плацебо, но намного менее эффективен стандартного лечения кортикостероидами. Однако у будесонида намного меньше выражены побочные эффекты, и он применяется в терапии болезни Крона в тех случаях, когда препараты первой линии дают неприемлимые побочные эффекты
При аутоиммунных гепатитах будесонид применяется также перорально.
Будесонид применяется для индукции ремиссии при язвенном колите — перорально или ректально.

### Применение при COVID-19
После того, как исследовательская группа Оксфордского университета в ходе исследования с участием 1700 пациентов обнаружила, что будесонид может принести пользу многим людям старше 50 лет с симптомами COVID-19, с 12 апреля 2021 года он был разрешён Национальной службой здравоохранения Великобритании для применения в индивидуальном порядке врачами общей практики при лечении COVID-19.
Ингаляционный будесонид является частью рекомендованного лечения легких случаев ковида в Индии с апреля 2021 года.

### Противопоказания
- Основным противопоказанием при назначении будесонида является Гиперчувствительность к препарату (аллергическая реакция на него)[16].
- Для ингаляционного введения будесонида противопоказаниями являются туберкулёз лёгких, грибковые и вирусные инфекции органов дыхания[16].
- Для перорального применения: инфекции желудочно-кишечного тракта, тяжёлые нарушения функции печени, детский возраст до 6 лет.[источник не указан 516 дней]
- Для интраназального использования: инфекции органов дыхания.[источник не указан 516 дней]

### Побочные действия
- При интраназальном применении возможны раздражение слизистой носа (жжение, чихание), кандидомикоз.
- При пероральном приеме: депрессия, эйфория, раздражительность, глаукома, катаракта, повышение артериального давления, повышенный риск тромбообразования, васкулит, боль в эпигастральной области, диспептические явления, дуоденальная язва, панкреатит, синдром Кушинга, ожирение, сахарный диабет,гипокалиемия, нарушение секреции половых гормонов, мышечная слабость, остеопороз, асептический некроз костей, аллергическая экзантема, красные стрии, петехии, экхимоз, стероидные угри, ухудшение заживления ран, контактный дерматит.
- Повышенный риск возникновения инфекционных заболеваний.
- При ингаляциях: дисфония, боль в горле, сухость или раздражение полости рта либо глотки, кашель, реже — кандидоз слизистой оболочки полости рта, тошнота, фарингит, парадоксальный бронхоспазм.
- При длительном применении возможно развитие кандидоза.
- Может подавлять функцию гипоталамо-гипофизарно-адреналовой системы.

## Документы
- Реестровая запись ЛСР-002669/08 : Будесонид микронизированный // Государственный реестр лекарственных средств. — Минздрав РФ, 2008. — 10 апреля.
- Регистрационное удостоверение ЛП-005568 : Будесонид // Государственный реестр лекарственных средств. — Минздрав РФ, 2019. — 3 июня.
- Дегтярева, О. Г. Инструкция по медицинскому применению лекарственного препарата Будесонид : ЛП-005568-030619 / ООО «Рус Биофарм». — Министерство здравоохранения Российской Федерации, 2019. — 3 июня. — 13 с.